# پیتر کمپیون (بازیگر)
پیتر کمپیون (انگلیسی: Peter Campion؛ زادهٔ c. 1987/1988) بازیگر است.
از فیلم‌ها یا برنامه‌های تلویزیونی که وی در آن نقش داشته‌است می‌توان به پیکی بلایندرز، دامینا و درمان شده اشاره کرد.